# 221 (число)
Вижте пояснителната страница за други значения на 221.
221 (двеста двадесет и едно) е естествено, цяло число, следващо 220 и предхождащо 222.
Двеста двадесет и едно с арабски цифри се записва „221“, а с римски цифри – „CCXXI“. Числото 221 е съставено от три цифри от позиционните бройни системи – 2 (две), 1 (едно).

## Общи сведения
- 221 е нечетно число.
- 221-вият ден от годината е 9 август (ако е високосна година – 8 август).
- 221 е година от Новата ера.